# Amedeo Modigliani
(Amedeo Modigliani, dedica apposta sul ritratto a matita della modella Lunia Czechowska)
Amedeo Clemente Modigliani, noto anche con i soprannomi di Modì e Dedo (Livorno, 12 luglio 1884 – Parigi, 24 gennaio 1920), è stato un pittore e scultore italiano, celebre per i suoi sensuali nudi femminili e per i ritratti caratterizzati da volti stilizzati, colli affusolati e gli sguardi spesso assenti.
Si formò in Italia sostanzialmente da autodidatta, andando dalla Toscana a Venezia e passando per il Mezzogiorno, fino a quando non giunse a Parigi nel 1906. La città francese era all'epoca la capitale europea delle avanguardie artistiche e in Francia egli entrò in contatto con personaggi come Pablo Picasso, Maurice Utrillo, Max Jacob, Jacques Lipchitz, Chaïm Soutine e altri. A Parigi frequentò anche importanti scrittori e poeti, come - ad esempio - Giuseppe Ungaretti. In Francia conobbe anche la giovane pittrice Jeanne Hébuterne, destinata a divenire sua compagna di vita oltre che musa.
Nel 1909 iniziò ad avvicinarsi alla scultura ma, sebbene fosse la sua reale aspirazione artistica, dovette abbandonarla ben presto nel 1914 a causa delle precarie condizioni fisiche; da allora si dedicò solamente alla pittura producendo una notevole quantità di dipinti dai quali, tuttavia, non ricavò alcuna ricchezza e che durante la sua breve esistenza non vennero per nulla presi in considerazione perché giudicati troppo osceni e scandalosi, riducendolo praticamente alla miseria più totale.
Artista bohémien, Modigliani non disdegnò certo il bere e l'uso di altre sostanze nocive compromettendo la sua instabile salute fisica già minata dalla tubercolosi, che infatti lo portò alla morte all'età di soli trentacinque anni. È sepolto nel cimitero parigino di Père-Lachaise insieme con la sua compagna Jeanne, la quale, incinta di otto mesi del loro secondo figlio, si suicidò due giorni dopo la sua morte.

## Biografia

### Infanzia e adolescenza

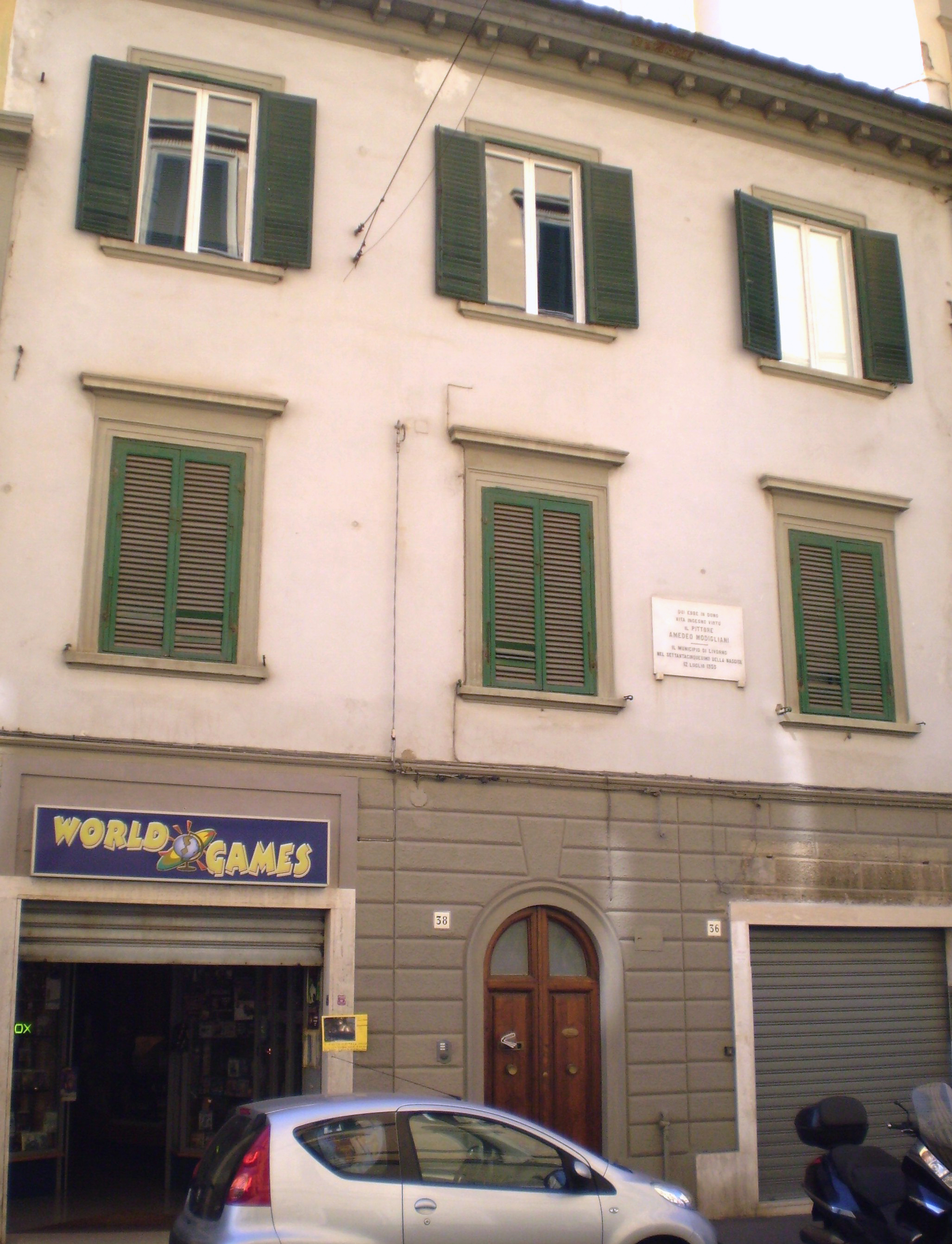
La casa natale di Modigliani a Livorno

Amedeo Modigliani nacque a Livorno, in via Roma, il 12 luglio del 1884 in una famiglia ebraica sefardita, ultimogenito dei quattro figli (tre maschi ed una femmina) di Flaminio Modigliani (1840-1928) e di Eugénie Garsin (1855-1927), quest'ultima nata a Marsiglia ma di famiglia livornese da diverse generazioni, ambedue di sentimenti non rigorosamente religiosi. Quando venne alla luce, la famiglia stava attraversando un grave dissesto economico poiché l'impresa del padre, costituita da alcune società agricole e minerarie in Sardegna (specialmente a Buggerru, in località Grugua, nel Sulcis-Iglesiente), era in bancarotta. Anche la situazione finanziaria dei Garsin era tutt'altro che rosea. Forse anche per questo motivo venne incaricato Evaristo Mauri di fotografare le miniere di proprietà della famiglia.
Fu soprattutto l'intraprendenza della madre a impedire il tracollo economico della famiglia, grazie ai ricavi provenienti dalla scuola materna ed elementare da lei fondata, dalle lezioni private e dall'attività di traduttrice e critica letteraria. Inoltre, si preoccupò personalmente dell'istruzione dei figli.

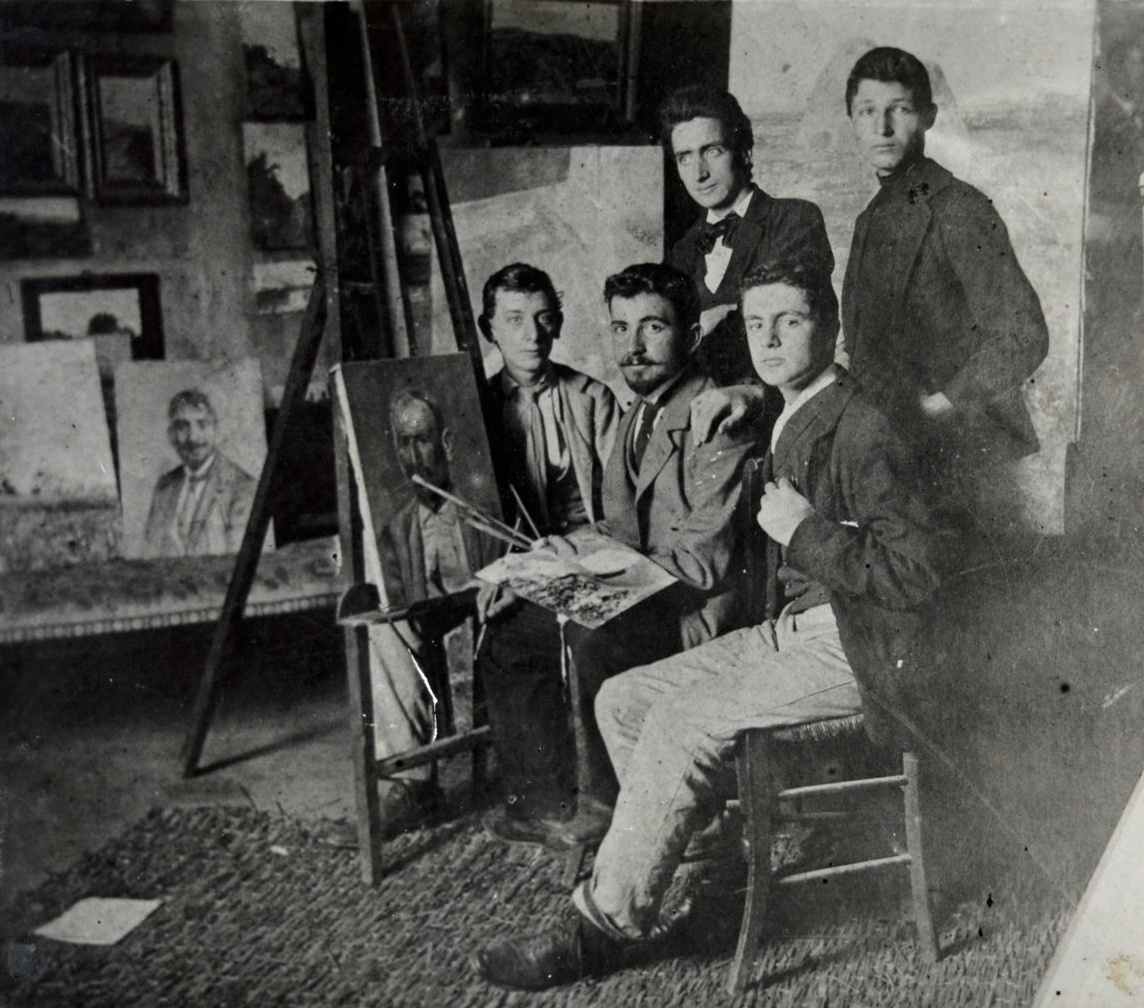
Modigliani nello studio di Gino Romiti, anch'egli allievo di Guglielmo Micheli

Fin dall'adolescenza Amedeo fu afflitto da problemi di salute: dapprima una pleurite, poi una febbre tifoide, quindi, ad appena 14 anni, l'esordio della tubercolosi due anni dopo; una forma così grave da costringere il giovane Amedeo ad abbandonare gli studi e a effettuare alcuni soggiorni a Capri -diventata a partire dal XIX secolo famosa in tutto il mondo-, ad Amalfi e a Napoli, dai quali trasse un discreto giovamento.
Nel 1898 il fratello maggiore, Giuseppe Emanuele, futuro deputato del Partito Socialista Italiano, fu arrestato a Piacenza, dove dirigeva un giornale, processato insieme all'intero gruppo dirigente socialista locale e condannato a sei mesi di carcere.
Costretto spesso in casa per via della salute assai cagionevole, Modigliani sin da piccolo mostrò una grande passione per il disegno, riempiendo pagine e pagine di schizzi e ritratti tra lo stupore dei parenti, che comunque non gli concessero la possibilità di iscriversi a qualche corso adatto al suo livello; fu solo durante un violento attacco della malattia, che riuscì a strappare alla madre la promessa di poter andare a lavorare nello studio di Guglielmo Micheli, uno dei migliori allievi del grande Giovanni Fattori e uno dei pittori più in vista di Livorno, da cui apprenderà le prime nozioni pittoriche, e dove conoscerà, nel 1898, lo stesso Fattori. Modigliani sarà così inizialmente influenzato dal movimento dei macchiaioli, in particolare da Fattori stesso e da Silvestro Lega.

### Il trasferimento a Parigi e l'esordio artistico
(Gino Severini, Vita di un pittore)

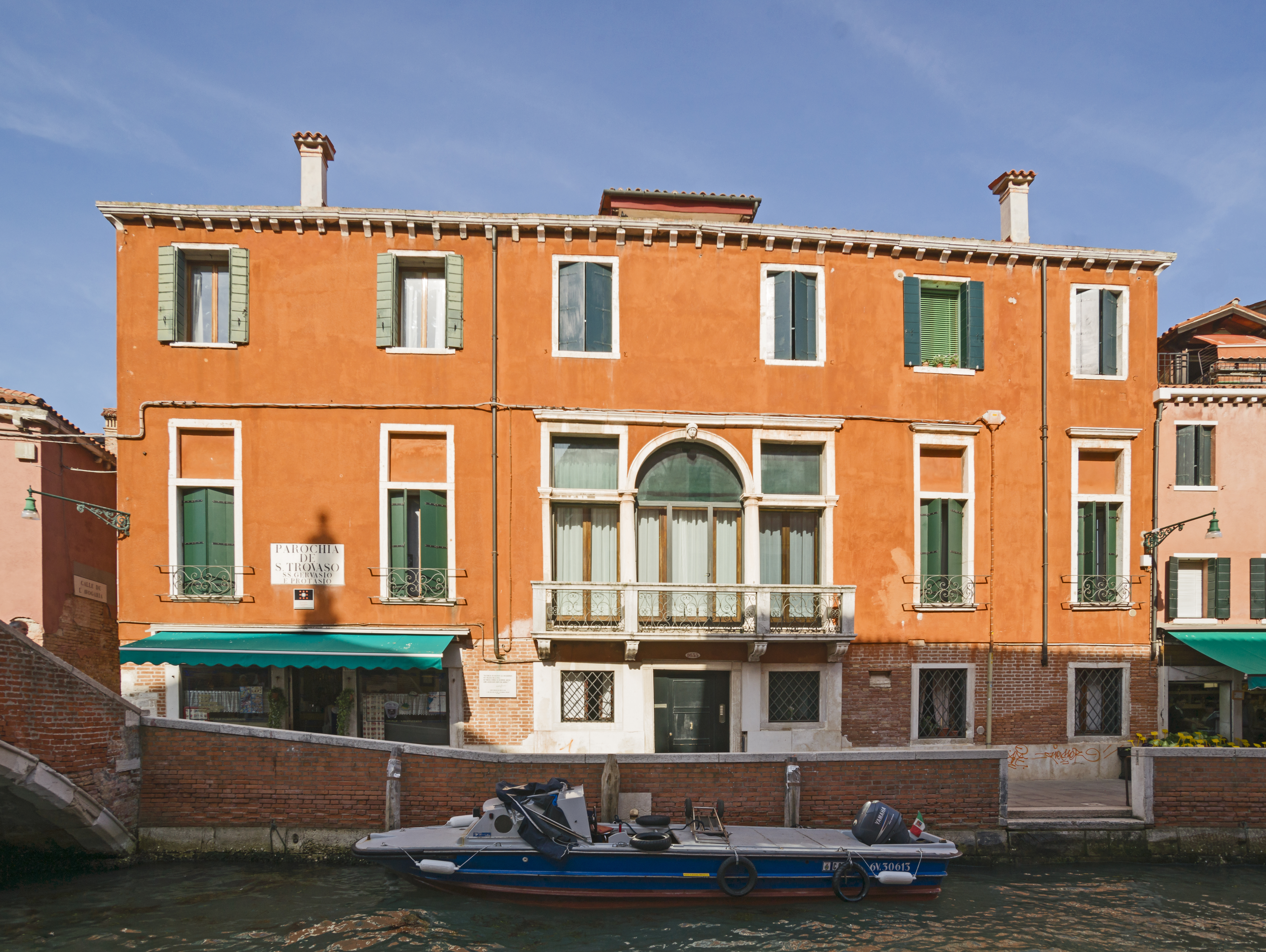
La casa dove abitò a Venezia

Nel 1902 Amedeo Modigliani s'iscrisse alla "Scuola libera di Nudo" di Firenze diretta da Giovanni Fattori, e un anno dopo si spostò a Venezia, dove per due anni frequentò la stessa scuola presso l'Accademia di Belle Arti, ed ebbe le prime esperienze di vita bohémien. Nel 1906 Modigliani emigrò in Francia, precisamente a Parigi, che all'epoca era il punto focale dell'avanguardia. Sistematosi al Bateau-Lavoir, una comune per artisti squattrinati di Montmartre, fu ben presto occupato dalla pittura SOKI, inizialmente influenzato dal lavoro di Henri de Toulouse-Lautrec, finché Paul Cézanne cambiò le sue idee.
Modigliani sviluppò uno stile unico, l'originalità di un genio creativo, che era contemporaneo del movimento artistico dei cubisti, ma di cui non fece mai parte. Modigliani è famoso per il suo lavoro rapido: si dice che completasse un ritratto in una o due sedute. Una volta terminati, i suoi dipinti non venivano mai ritoccati. Eppure, tutti coloro che avevano posato per lui dissero che essere ritratti da Modigliani era come "farsi spogliare l'anima". Modigliani si era inizialmente pensato come scultore più che come pittore e iniziò a scolpire seriamente dopo che Paul Guillaume, un giovane e ambizioso mercante d'arte, s'interessò al suo lavoro sulla scultura nera e lo presentò a Constantin Brâncuși e poco dopo a Picasso.

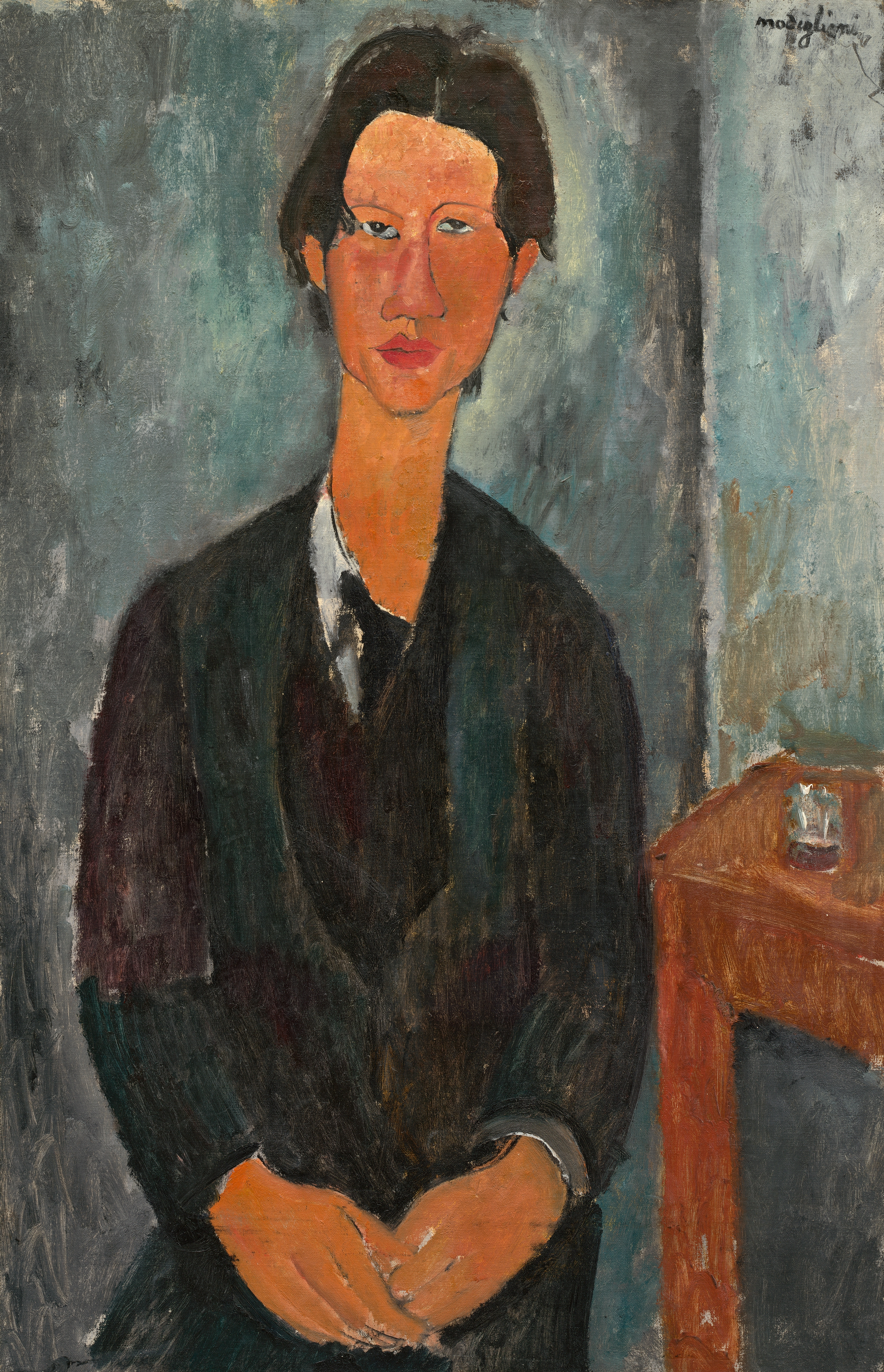
Chaïm Soutine, ritratto da Modigliani nel 1916

Questi caratteri appaiono antichi, quasi egizi, piatti e vagamente ricordanti una maschera, con distintivi occhi a mandorla, bocche increspate, nasi storti e colli allungati. Anche una serie di sculture di Modigliani venne esposta al Salone d'autunno del 1912. A causa delle polveri generate dalla scultura, la sua tubercolosi peggiorava; abbandonò quindi la scultura, prima quella della pietra calcarea e poi anche quella del legno, e si concentrò unicamente sulla pittura.

### Elvira "La Quique"
In un caffè Modigliani incontrò Elvira, una bellissima e giovane donna: era una prostituta soprannominata 'La Quique'. Fu un colpo di fulmine per entrambi. I dipinti Elvira appoggiata al tavolo e Nudo in piedi (Elvira), spesso riprodotto su cartoline, sono due dei suoi capolavori.

### I ritratti
Tra le personalità ritratte da Modigliani si ricordano il pittore Chaïm Soutine, suo amico e anche lui forte bevitore, Beatrice Hastings, una scrittrice e giornalista inglese alla quale rimase legato sentimentalmente per due anni, e molti colleghi artisti che frequentavano in quel tempo Montparnasse, come Moïse Kisling, Pablo Picasso, Diego Rivera, Juan Gris, Max Jacob e i giovani scrittori Blaise Cendrars e Jean Cocteau.
Un altro pittore suo grande amico, nonostante le liti frequenti per i problemi di alcolismo, fu Maurice Utrillo. Dalle "teste", Modigliani passò ai ritratti con la figura completa svolta a spirale e ai nudi disegnati con una linea ondulata, che costituiscono le sue opere più tipiche. Amedeo amava però soprattutto ritrarre la donna che divenne sua compagna: Jeanne Hébuterne.

### I nudi e l'incontro con Jeanne Hébuterne

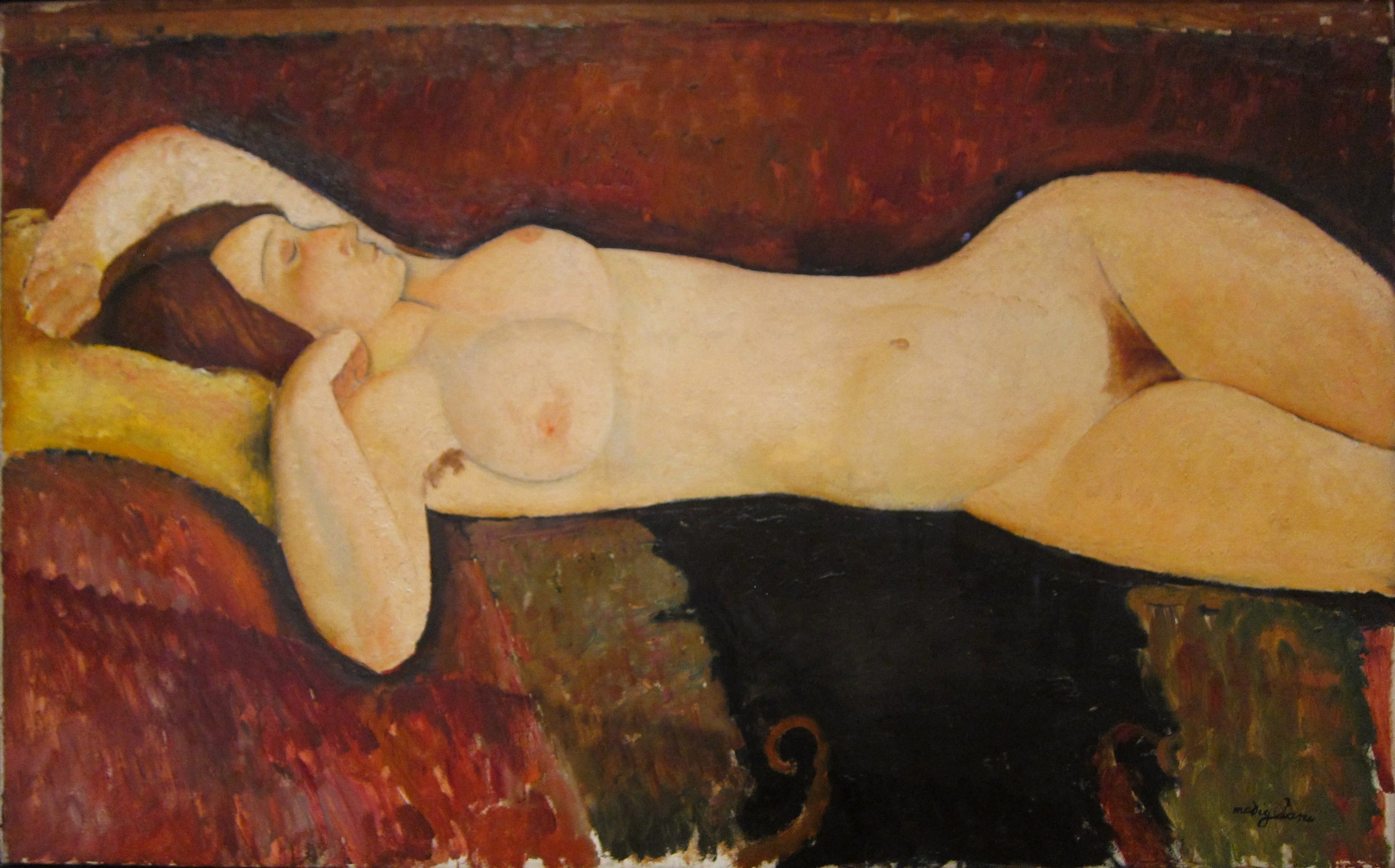
Grande nudo disteso, di Modigliani

Il 3 dicembre 1917 si tenne alla Galérie Berthe Weill la prima mostra personale di Modigliani. Il capo della polizia di Parigi rimase scandalizzato per l'immoralità dei nudi di Modigliani in vetrina, e lo costrinse a chiudere la mostra a poche ore dalla sua apertura. La sua pittura apparve diversa da tutto ciò che si faceva allora, ovvero un "ritorno all'ordine". Qualcosa di comune egli aveva con i due pittori russi Pascin e Soutine, anche per l'accensione tonale che, insieme alla ricerca di una materia sempre più vellutata, caratterizza l'opera degli ultimi anni del pittore.
Quello stesso anno Modigliani ricevette una lettera da un'ex amante, Simone Thiroux, una ragazza franco-canadese, che lo informò di essere di ritorno in Canada e di avere dato alla luce un figlio, avuto da lui. Modigliani non riconobbe mai il bambino come suo, mentre trovò il grande, vero amore, in Jeanne Hébuterne, una pittrice in erba, con la quale si trasferì in Provenza dopo che lei era rimasta incinta: il 29 novembre 1918 la ragazza diede alla luce una bambina, che venne anch'essa battezzata Jeanne.

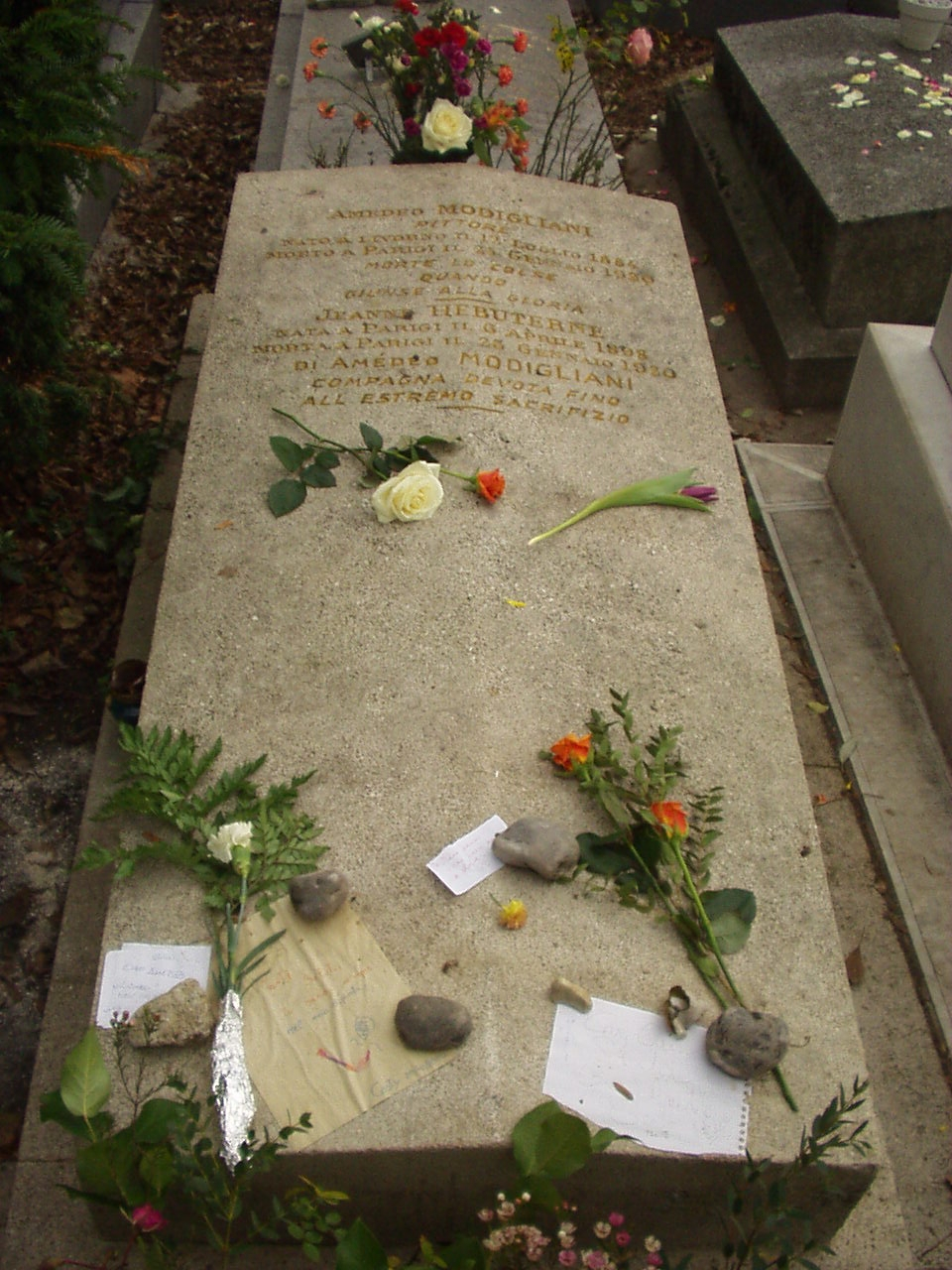
La tomba di Amedeo Modigliani e della compagna Jeanne Hébuterne al cimitero di Père-Lachaise

Mentre era a Nizza, Léopold Zborowski si prodigò per aiutare lui, Tsuguharu Foujita e altri artisti, cercando di vendere i loro lavori ai ricchi turisti. Modigliani riuscì a vendere solo qualche quadro e per pochi franchi ciascuno. Nonostante ciò fu proprio questo il periodo in cui produsse gran parte dei dipinti che sarebbero diventati i suoi più popolari e di maggior valore. I finanziamenti che Modigliani riceveva svanivano rapidamente in droghe e alcool, tuttavia Modigliani non era il solo, in un ambiente come Montparnasse a cavallo della prima guerra mondiale, a fare uso di alcool e hashish: anzi, si può dire che quelle tendenze erano comuni ai più; quello che colpiva negli eccessi di Modigliani era la loro platealità, al punto da fare esclamare a Picasso un giorno: "Si direbbe che Modigliani non possa prendere una sbornia che al crocicchio di Montparnasse".
Due altre testimonianze spostano il problema sulla compatibilità di tale eccessi con il carattere e il portamento umano di Modigliani.
de Vlaeminck:
E poi Severini:
Quell'eccitazione che ne ricavava era utilizzata per vedere sempre più in profondità dentro di sé; era del resto cosa usuale in tutti gli artisti di quell'epoca.
Nel maggio del 1919 fece ritorno a Parigi dove, assieme a Jeanne e alla loro figlia, affittò un appartamento in rue de la Grande Chaumière. Mentre vivevano lì sia Jeanne che Modigliani dipinsero ritratti l'uno dell'altra e di tutti e due assieme. Anche se Modigliani continuò a dipingere in quel periodo il suo stile di vita era giunto a richiedere il conto, e la salute si stava deteriorando rapidamente. La breve vita di Modigliani precipitava nella tragedia e la tubercolosi lo spegneva all'hôpital de la Charité.

### La morte
(Gino Severini, Vita di un pittore)

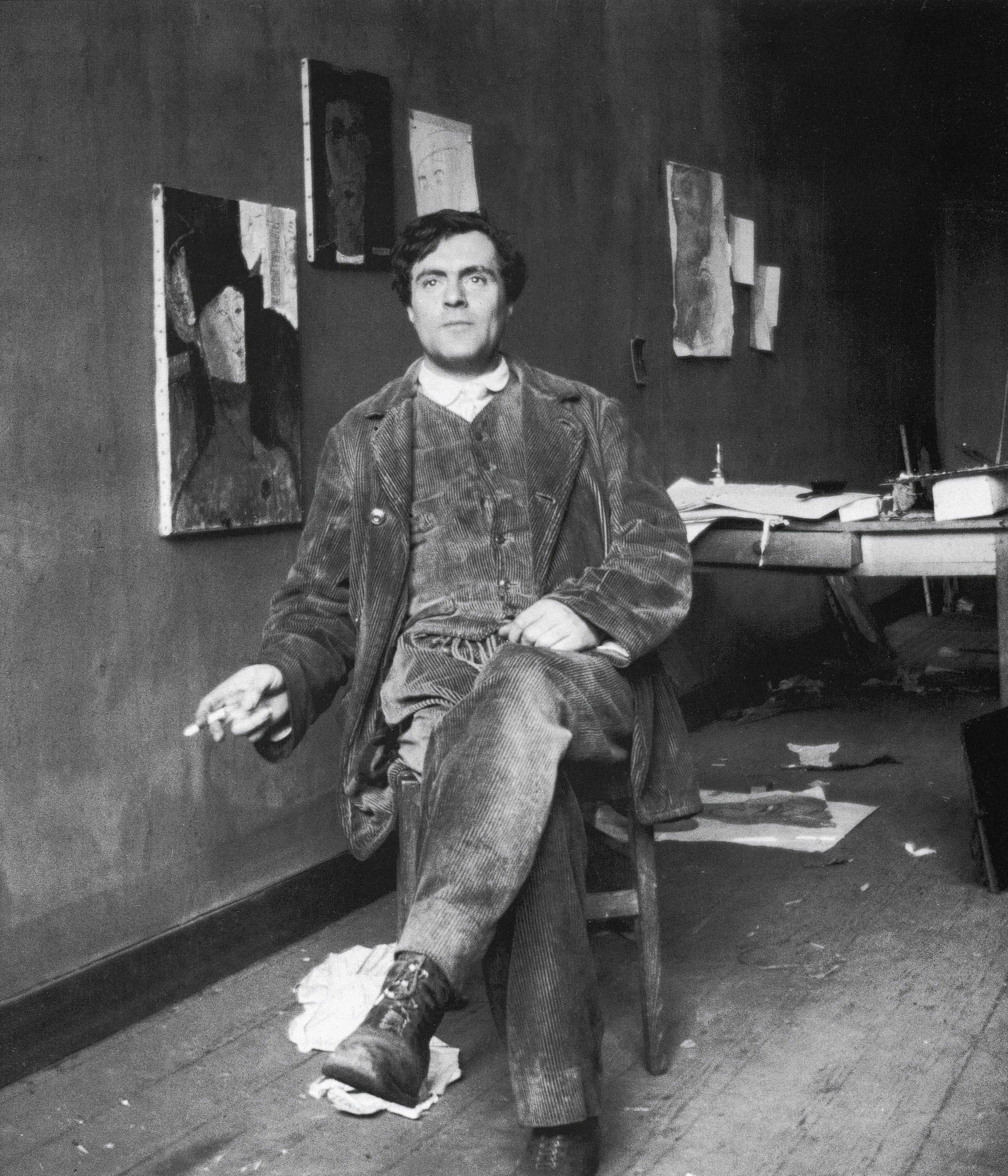
Modigliani nel suo studio a Parigi nel 1918

Una mattina di gennaio del 1920 l'inquilino del piano sottostante, insieme a Kisling e Ortiz de Zárate trovarono Modigliani delirante nel letto nello studio gelido, attorniato da numerose scatolette di sardine aperte e bottiglie vuote, mentre si aggrappava a Jeanne, che era quasi al nono mese della seconda gravidanza. Venne convocato un medico, ma c'era ormai poco da fare, poiché Modigliani era in preda a una meningite tubercolare.
Ricoverato all'Hôpital de la Charité, in preda al delirio e circondato dagli amici più stretti e dalla straziata Jeanne, Modì spirò la sera del 24 gennaio 1920. Al funerale di Modigliani parteciparono tutti i membri delle comunità artistiche di Montmartre e Montparnasse. André Salmon, amico di Modigliani comunicò la notizia della morte ad André Warnod tramite una lettera:
(André Salmon)
Jeanne Hébuterne, che era stata portata nella casa dei suoi genitori ed era incinta del secondo figlio, all'indomani della morte di Amedeo si gettò da una finestra al quinto piano. Modigliani venne sepolto nel cimitero di Père-Lachaise nel primo pomeriggio del 26 gennaio. Jeanne Hébuterne fu tumulata il giorno dopo al cimitero parigino di Bagneux, vicino a Parigi, e solo nel 1930 la sua amareggiata famiglia (che l'aveva fatta seppellire furtivamente per evitare ulteriori "scandali") concesse che le sue spoglie venissero messe a riposare accanto a quelle di Modigliani.
Su Le Figaro André Warnod scrisse: «Furono magnifiche esequie, a cui presenziarono Montparnasse e Montmartre: pittori, scultori, poeti e modelli. Il loro straordinario corteo scortava il carro funebre coperto di fiori. Al suo passaggio, a tutti gli incroci, gli agenti della polizia si mettevano sull'attenti e facevano il saluto militare. Modigliani salutato proprio da coloro che l'avevano tanto spesso ingiuriato! Che rivincita!». Mentre Lunia Czechowska, una polacca con la quale Modigliani aveva avuto un rapporto in passato, scrisse di lui: «Il pomeriggio andai a trovare un'amica svedese che sapeva dell'amicizia che mi legava a Modigliani e fu lei a informarmi della sua morte. I miei amici non mi avevano avvertita immediatamente e non avevano più avuto il coraggio di farlo dopo. Così venni a sapere che Jeanne era stata così sgomentata dalla morte di Modigliani, che si era gettata dal quinto piano. Né sua figlia, né il piccolo che aspettava avevano potuto darle la forza di vivere. L'ultima dimora di Modigliani fu assicurata da Kisling, amico leale e fedele; Jeanne Léger fece di tutto perché Jeanne Hébuterne riposasse accanto a colui che amava».
Fu Moïse Kisling, il quale aveva organizzato una colletta tra amici, artisti e modelle, a saldare la fattura di 1.340 franchi per le "esequie e trasporti funebri". La figlia di soli venti mesi, Jeanne Modigliani, venne affidata alla nonna paterna Eugènie Garsin, che continuava a vivere a Livorno.
Nel gennaio del 2011 su L'Osservatore Romano, in un articolo di Sandro Barbagallo, è emersa la vera storia del figlio illegittimo del pittore, avuto dalla relazione con Simone Thiroux e dato in adozione: nato nel 1917 e morto nel 2004, si chiamava Gerald Thiroux Villette, divenne sacerdote e per tutta la vita guidò la parrocchia di Milly-la-Forêt (Île-de-France).

### La fortuna postuma
La concezione della sua pittura basata sul disegno lineare, la purezza arcaica della sua scultura e la vita romantica e tribolata dalla miseria e dai malanni fanno di Modigliani una personalità eccezionale nel quadro dell'arte moderna, isolata dalle correnti del gusto contemporaneo (cubismo, futurismo, dadaismo e surrealismo) pur lavorando nel loro stesso periodo. Oggi, Modigliani è universalmente considerato come uno dei più grandi artisti del XX secolo e le sue opere sono esposte nei più importanti musei del mondo.
Le sue sculture raramente cambiano di mano, e i pochi dipinti che vengono venduti dai proprietari possono raggiungere anche più di quindici milioni di euro. Il 14 giugno 2010 viene venduta all'asta a Parigi da Christie's una delle sue sculture, Tête de Caryatide, per la cifra record di 43,18 milioni di euro, mentre per quanto riguarda le tele il suo record personale è stato battuto il 2 novembre 2010 a New York da Sotheby's con il nudo La Belle Romaine per la cifra record di 68,96 milioni di dollari (compresi diritti d'asta). Una "testa" del grande autore livornese è stata venduta all'asta il 4 novembre 2014 presso Sotheby's a New York per la cifra record di 70,725 milioni di dollari. Il 9 novembre 2015 un nuovo record: Nudo sdraiato è stato battuto all'asta da Christie's a New York e dopo nove minuti e mezzo di gara a colpi di rilanci milionari è stato acquistato per 170,405 milioni di dollari.

## Alcune lettere di Modigliani
Di Modigliani si conserva un lungo carteggio con amici e parenti, grazie al quale è possibile ricostruire le varie vicende della sua vita:
(Modigliani a Zborowski 1º gennaio 1919)

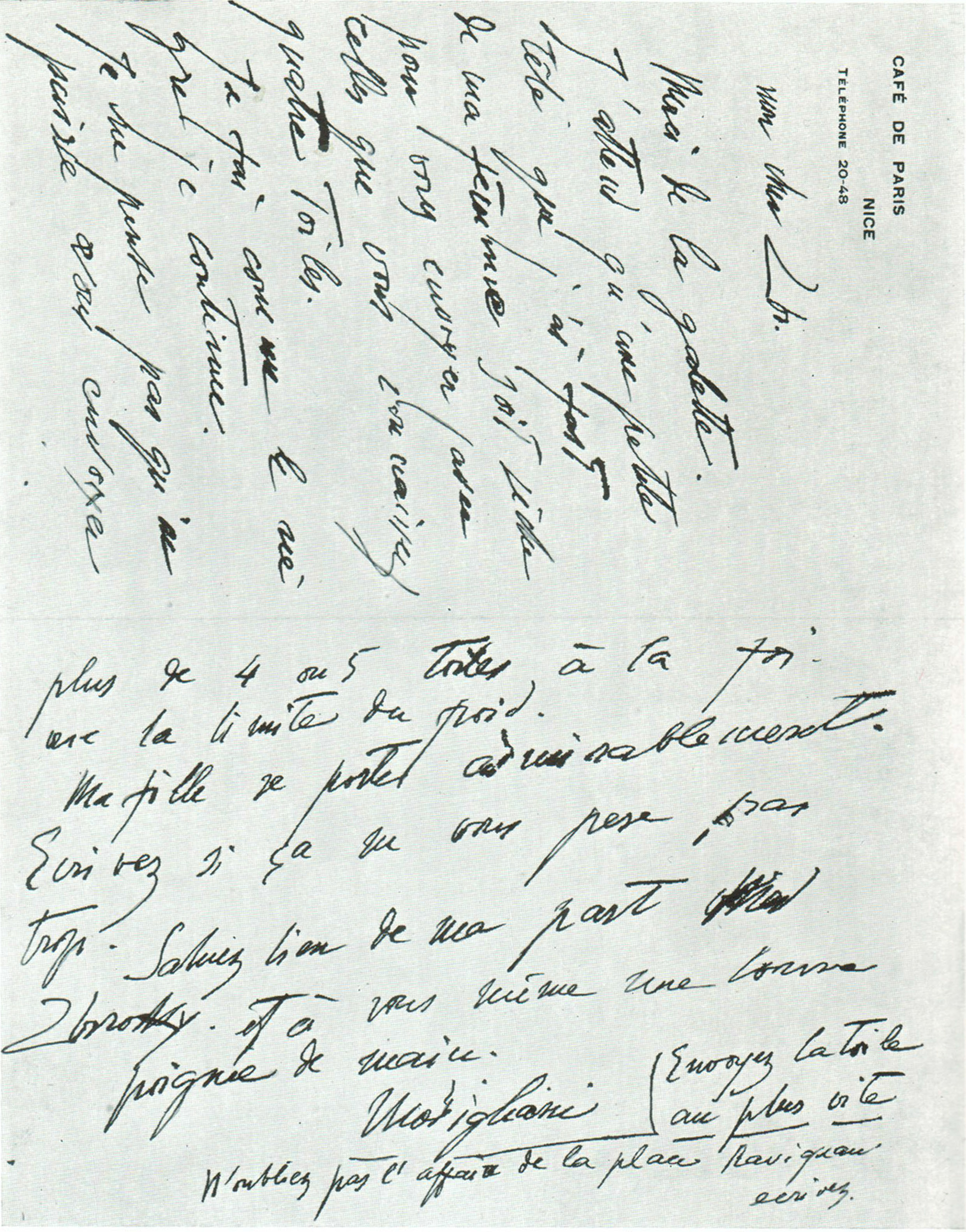
Affair Place Ravignan 1919

Oltre alle lettere scrisse alcune poesie, spesso accompagnate da uno schizzo su cui riportava le proprie emozioni.
Durante il soggiorno a Nizza, nel gennaio-febbraio 1919, Modigliani invia una lettera a Zborowski con un post scriptum: “Non dimenticate l’affare di Place Ravignan”. Cos’era l’affare di Place Ravignan? C'erano forse nel suo vecchio studio delle opere da recuperare? Tra le ipotesi la più plausibile è quella di uno dei suoi biografi: Pierre Sichel ipotizza che nei primi mesi del 1919 Modigliani apprende la notizia che Elvira “la Quique” è stata fucilata durante la guerra dai tedeschi come spia. Di colpo gli torna in mente quando il padrone di casa l’ha costretto a sgomberare in fretta e furia l'appartamento di Place Ravignan, trattenendo alcuni ritratti di Elvira per compensare i mancati pagamenti.

## Il ritrovamento delle sculture di Modigliani

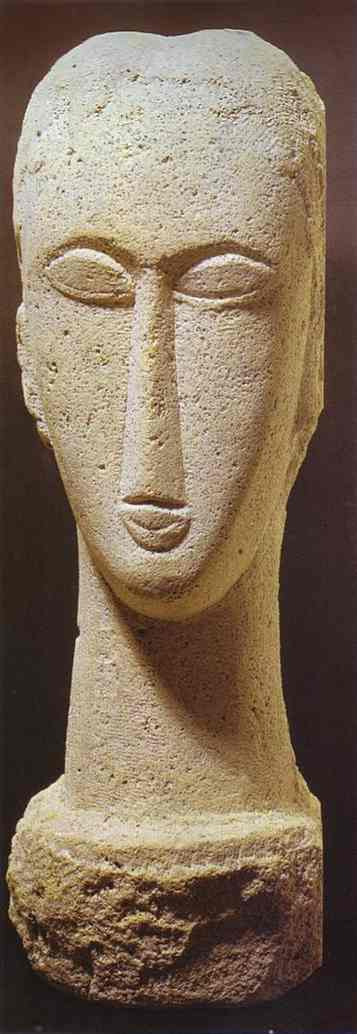
Una scultura di Modigliani del 1911

### I tre falsi
In occasione di una mostra promossa nel 1984 dal Museo progressivo di arte contemporanea di Livorno (oggi scomparso, ma all'epoca ospitato nei locali di Villa Maria) per il centenario della nascita e dedicata alle sue sculture, su pressione dei fratelli Vera e Dario Durbè si decise di verificare se la diceria, secondo la quale l'artista avrebbe gettato nel Fosso Reale delle sue sculture, fosse vera. In effetti nel 1909 Modigliani, tornato temporaneamente a Livorno, aveva scolpito sculture che aveva mostrato poi presso il Caffè Bardi ad amici artisti, i quali lo avrebbero deriso consigliandogli di gettarle nel fosso. Cosa che l'artista, in uno scatto d'ira, avrebbe fatto d'impeto.
Dragando il canale nei pressi della zona di piazza Cavour, dove si trovava il Caffè Bardi, vennero effettivamente ritrovate tre teste, scolpite in uno stile che a prima vista richiamava quello del Modigliani di quegli anni. I critici d'arte si divisero: da una parte Federico Zeri che negò subito l'attribuzione e dall'altra Dario e Vera Durbè, conservatrice dei musei civici livornesi, e ancora Giulio Carlo Argan e Cesare Brandi attribuirono le teste con certezza a Modigliani. Un mese dopo il ritrovamento, tre studenti universitari livornesi si presentarono alla redazione del settimanale Panorama dichiarando la burla ed esibendo come prova della falsificazione una fotografia che li ritraeva nell'atto di scolpire una delle teste, ricevendo, come compenso per lo scoop, dieci milioni di lire.
La cosiddetta "testa numero 2" era opera loro, realizzata per burla con banali attrezzi prima di essere gettata nottetempo nel Fosso Reale e, come prova, gli studenti mostrarono una fotografia che li ritraeva con la scultura. Di fronte alle perplessità suscitate, tre di loro furono invitati a creare in diretta un nuovo falso, durante uno Speciale TG1, al fine di dimostrare con i fatti la loro capacità di realizzarlo in "così poco tempo" (come riteneva invece impossibile Vera Durbè, la quale fino alla morte si riterrà convinta, almeno apparentemente, dell'originalità delle tre teste).
Successivamente, anche a seguito dell'invito rivolto in televisione da Federico Zeri, anche l'autore delle altre due "teste" uscì dall'anonimato; si trattava di Angelo Froglia (Livorno 1955-1997), un pittore livornese lavoratore portuale per necessità, il quale dichiarò che la sua non voleva essere una burla, ma che si trattava di « [...] un'operazione estetico-artistica per verificare fino a che punto la gente, i critici, i mass-media creano dei miti».
Ad avvalorare la posizione di Froglia vi era un suo filmato durante il quale scolpiva le due teste. Froglia, mentre scolpiva le pietre, realizzò anche il film Peitho e Apate… della persuasione e dell'inganno (Cerchez Modi), che suscitò l'interesse della critica al Torino Film Festival del 1984. Froglia successivamente dichiarerà di essere stato aiutato, nel gettare le teste nei fossi, da altre due persone: un pescatore con la barca e un dipendente del comune che fece scivolare in acqua le pietre.
Nel 2011 il regista Giovanni Donfrancesco ha realizzato il film documentario Le vere false teste di Modigliani, che ricostruisce la vicenda. La disputa tra storici d'arte a proposito della originalità o meno delle teste e la prova dell'erroneo giudizio di taluni di essi, in particolare viene menzionato Giulio Carlo Argan, rappresenta uno degli episodi maggiormente citati nei "luoghi comuni" nei confronti dei critici d'arte.
Ancora oggi il discusso e controverso catalogo, pubblicato in poche ore dopo la scoperta delle teste e presentato in esclusiva durante la mostra dedicata a Modigliani a Livorno voluta da Vera Durbè, è in vendita come rarità presso l'editore Books & Company. Battezzato subito come il catalogo della "beffa di Modì" è diventato una rarità per amatori e costituisce una testimonianza molto concreta sulla labilità e le distorsioni che caratterizzano spesso il giudizio della cultura ufficiale, quando questa soccombe al sensazionalismo della novità a tutti i costi o al fremito dell'esclusiva editoriale.

### Le ultime tre sculture ritrovate
Sette anni dopo, nel 1991, un certo Piero Carboni, carrozziere di Livorno, asserì di possedere tre autentiche sculture di Modigliani. Egli le aveva custodite nella propria officina senza darvi importanza, dicendo di averle recuperate dalla casa dello zio Roberto Simoncini durante la seconda guerra mondiale. La ricostruzione questa volta sembra possedere elementi di verità, in quanto Modigliani nel 1909 aveva affittato una casa nelle vicinanze della casa dello zio di Carboni, detto "il Solicchio", e rappresentato probabilmente da Modigliani in un suo dipinto.
Inoltre, amici del "Solicchio" ricordano quelle sculture viste a casa e lasciate da un pittore partito per Parigi, che sarebbe diventato successivamente famoso. Le tre sculture rappresentano, anche questa volta, tre teste e sono già state battezzate: La bellezza, La saggezza e La scheggiata dal critico d'arte Carlo Pepi, al quale Piero Carboni le mostrò per primo, fiducioso della competenza dimostrata da quest'ultimo in occasione dei tre falsi del 1984. In quella circostanza, infatti, Carlo Pepi era stato fra i primi ad accorgersi della contraffazione e non aveva esitato a definire "porcherie" le tre sculture ripescate quel giorno.

## Cronologia
| Anno | Evento |
| ---- | --- |
| 1872 | Gennaio: Matrimonio di Flaminio Modigliani con Eugenia Garsin. Dicembre: Nascita di Giuseppe Emanuele, detto Mené. |
| 1873 | Fallisce il banco Garsin a Marsiglia, Tunisi e Londra. Resiste Livorno. |
| 1874 | Luglio: Nascita di Margherita. |
| 1875 | Laura Garsin, sorella di Eugenia, si trasferisce in casa Modigliani. |
| 1878 | Nascita di Umberto. |
| 1879 | Laura lascia la casa e arriva Gabriella, altra sorella di Eugenia. Olimpia Modigliani sposa Lumbroso e la famiglia si impegna a pagare la dote. Chiusura delle miniere sarde (Grugua) e bergamasche dei Modigliani. Reclamo della dote da parte dei Lumbroso. |
| 1884 | Fallimento dei Modigliani. Flaminio è esposto. Salvano il salvabile grazie a Eugenia incinta accumulando tutto sul suo letto. 12 luglio 1884 Ore 9 Nascita di Amedeo, detto Dedo, in via della Barriera Maremmana 8 (odierna Via Roma 38). |
| 1886 | Trasferimento in via delle Ville. Il nonno Isacco Garsin, uomo colto e illuminato, si trasferisce in casa Modigliani. |
| 1889 | Mené si iscrive in Giurisprudenza a Pisa (finanziato da Amedeo Garsin fratello di Eugenia). |
| 1891 | Umberto si iscrive in Ingegneria a Liegi (finanziato da Amedeo Garsin). |
| 1892 | Eugenia insegna francese e letteratura, traduce testi e recensisce libri. |
| 1894 | Ottobre: Dedo si iscrive nel liceo F. D. Guerrazzi di Livorno dopo avere studiato in casa con la madre, assistito dal nonno. |
| 1895 | Mené si laurea a Pisa, è diventato attivista socialista. |
| 1898 | 4 maggio: Arresto di Mené per attività sediziosa. Agosto: Dedo si ammala di tifo e in stato soporoso afferma di volere diventare pittore. Dicembre: Dedo guarito dal tifo viene iscritto nella scuola di Guglielmo Micheli, allievo di Giovanni Fattori, in Via Baciocchi a Livorno. |
|      | |
| 1900 | Lascia la scuola di Micheli e continua a studiare privatamente. Frequenta uno studio a Livorno con alcuni compagni tra i quali Oscar Ghiglia e Gastone Razzaguta nel quale, secondo Margherita, contrae la TBC. Prime manifestazioni dell'infezione tubercolare. |
|      | |
| 1901 | Parte con la madre per un viaggio terapeutico visitando Napoli, Torre del Greco, Amalfi, Capri e Roma durante il quale si riprende dalla crisi tubercolare e studia l'antichità classica. 7 maggio: Si iscrive alla Scuola Libera di Nudo di Firenze e studia allo stesso tempo il Rinascimento fiorentino. |
| 1903 | Si trasferisce a Venezia dove frequenta la Scuola delle Belle Arti. Risiede in San Barnaba e sperimenta la vita dei quartieri più poveri della città, dove consuma alcool e hashish, ma anche il Caffè Florian. Conosce Boccioni e Mauroner. |
| 1905 | Muore Amedeo Garsin forse suicida e probabilmente gli lascia una piccola eredità con la quale decide di trasferirsi a Parigi. |
| 1906 | Gennaio: Arriva a Parigi e alloggia in un albergo vicino a Le Madeleine. Si iscrive all'Accademia Colarossi in Rue de la Grande-Chaumiere. Frequenta Ludwig Meidner. È soprannominato Modì. Novembre: Si trasferisce all'hotel Bouscarat in Place du Tertre a Montmartre. Dicembre: Espone nella Galleria di Laura Wylda all'angolo tra Boulevard Saint-Germain e Rue Saints-Péres. Disegna su carta e poi, attraverso una carta copiativa semplifica le linee purificando i contorni. Dopo la mostra conosce Anselmo Bucci, che lo va a trovare nel suo albergo, e Gino Severini. |
| 1907 | Per difficoltà economiche lascia rocambolescamente l'hotel Bouscarat e si trasferisce nello studio che ha affittato in Place Jean-Baptiste Clément, nel complesso noto come Maquis. Frequenta il Lapin Agile all'angolo tra Rue Saint-Vincent e Rue de Saules. Conosce Rosalie Tobia e frequenta la sua crémerie in Rue Campagne Première (Montparnasse). Spesso, non possedendo denaro, Modì paga con disegni così come fanno Picasso, Utrillo e altri. Un affresco di Modigliani su una parete viene coperto con la calce da Luigi, figlio di Rosalie, per ordine della madre. Sfrutta alternativamente vari ristoranti e alberghetti che regolarmente non paga. Paul Alexandre affitta la grande casa in Rue du Delta al numero 7 (IX arrondissement, ai piedi di Montmartre) e la mette a disposizione degli artisti sconosciuti che vi trovano un tetto e un pasto gratuiti. È frequentata dallo scultore Costantin Brancusi, dai pittori Pablo Picasso, Rapahel Drouart ed Henri Doucet. Giugno: Inizia a dedicarsi alla scultura. Non usa modelli in creta ma scolpisce direttamente la pietra. Ottiene blocchi di pietra dai muratori e se li porta a casa con una carriola. Ottobre: Espone nel Salon d'Automne sette opere nessuna delle quali viene venduta. Novembre: Visita lo studio di Picasso, nel Bateau-Lavoir (Place Emile Goudeau, Montmartre), e vede le Demoiselles d'Avignon che rappresenta l'atto di nascita del cubismo. “Picasso è sempre dieci anni avanti a noi tutti” commenta. Dicembre: Arriva nella casa di Rue du Delta accompagnato da Doucet. Realizza il ritratto di Jean-Baptiste Alexandre, padre di Paul. |
| 1909 | Gennaio: Paul Alexandre parte per Vienna e affida Modì alle cure del fratello Jean. Frequentano mostre e girovagano per la città ma Jean non riesce a fare sì che Modì si impegni seriamente nel lavoro. Si rifiuta per esempio di disegnare vignette per il giornale Assiette au Berre. Scrive a Ghiglia che considera suo solo dovere “salvare il suo sogno”. Jean commissiona il ritratto suo e della fidanzata, la baronessa Marguerite de Hasse de Villers. Aprile: Si trasferisce nella Cité Falguière (Rue Falguière, Montparnasse) vicino all'atelier di Brancusi. Esegue ritratti di Maurice Drouard, Joseph Levi, il Nudo seduto ed altri. Paul Alexanre torna a Parigi. Come già Gauguin, Matisse e Picasso, Modì si dedica allo studio dell'arte africana affascinato dal processo di semplificazione delle linee. Realizza statue con teste allungate, volti triangolari, naso prominente, labbra sporgenti, fronte, bassa, occhi distanti, capelli intrecciati, orecchie appena suggerite, lunghi colli sui quali la testa sembra essere in equilibrio e sguardo assente. Giugno: I suoi amici lo trovano svenuto nel suo studio e fanno una colletta per rimandarlo a Livorno dove ritrova i suoi amici e frequenta il bar Bardi. Utilizza lo studio di Gino Romiti fino a quando ne trova uno per sé, in Via Gherardi del Testa, e realizza una o più teste che, deriso dai suoi amici, secondo quanto racconta Bruno Miniati, getta nel fosso reale. L'episodio darà adito alla realizzazione dei falsi del 1984. Dipinge Il cosiddetto mendicante di Livorno. Settembre: Torna a Parigi. Si dedica quasi esclusivamente alla scultura utilizzando la pietra di Euville o il legno, che prende dalle traversine ferroviarie della stazione in costruzione. Realizza molte teste e una figura intera alta. |
| 1910 | Giugno: Incontra Anna Gorenko, detta Achmatova, che torna in Russia prima della fine dell'anno. Dipinge Il ritratto di Josè Pacheco. Novembre: Espone al Salon d'Automne con buon successo di critica ma non vende nulla. |
| 1911 | Maggio: Anna Achmatova torna a Parigi, frequentano i giardini del Lussemburgo, discutono di poesia, recitano, hanno probabilmente una storia che si interrompe nel luglio seguente quando lei torna definitivamente in Russia. Nei suoi diari pubblicati negli anni 60 imputerà a Modigliani tutte le sventure della sua vita (rivoluzione d'ottobre). Forse avevano preso in considerazione l'ipotesi che si fermasse a Parigi con lui. Settembre: Va a Fécamp a trovare la zia Laura che è lì per un periodo di vacanza. Muore di TBC la madre di Paul Alexandre e Jean viene trovato affetto dalla stessa malattia. |
| 1913 | Marzo: Torna a Livorno. Suo fratello Umberto gli ha pagato il viaggio mentre Paul Alexandre si preoccupa di mettere al sicuro le sue cose. È rasato a zero e al caffè Bardi viene scambiato per un evaso. È stato ricoverato per progressione della TBC. Giugno: Due teste scolpite sono vendute ad Augustus John. Il Comune di Parigi reclama il possesso dell'edificio di Rue du Delta che viene pertanto sgombrato. Luglio: Torna a Parigi. Paul Alexandre acquista un nuovo edificio in Place Dancourt, vicino a Rue du Delta, e Modì si interessa di sistemarlo esponendo le sue “sculture rosse” a tutt'oggi non identificate. Frequenta i bar di Montparnasse, La Rotonde e il Dome (Incrocio tra Boulevard du Montparnasse e Boulevard Raspail). Esegue molti ritratti a disegno nel caffè che poi da via in cambio di pochi spiccioli, spesso un bicchiere di pernod. Settembre: Si dedica alla realizzazione delle cariatidi delle quali resta solo un esemplare. Forse teorizza con Brancusi la realizzazione di un Tempio della Bellezza riprendendo un'idea già discussa in Rue du Delta. Esegue il ritratto a olio di Jean Cocteau che lo paga 5 franchi ma non lo ritira mai adducendo il fatto che era troppo grande e costoso da trasportare. In verità lo trova “diabolico”. Lo prende Moise Kisling che poi lo passa al gestore de La Rotonde per il pagamento delle consumazioni in sospeso. Passato di mano in mano viene infine venduto per 3.000.000 di franchi e Cocteau si lamenterà del fatto che gliene rimaneva solo una fotografia. Ottobre: Lascia la Cité Falguière e si trasferisce in Rue Raspail 216. Incontra Chaim Soutine che dimora a La Ruche (Passage de Dantzig 2), il complesso che lo scultore Alfred Boucher ha realizzato per dare a prezzo di costo uno studio agli artisti in bolletta. Novembre: Espone le sue teste al Salon d'Automne ma non vengono vendute né notate. |
| 1914 | Si manifestano clinicamente i segni della TBC. Sputa sangue, sviene più volte ed è soccorso dai suoi amici che andavano a trovarlo per caso. Paul Guillaume procura uno studio in Rue Ravignan vicino alla celebre piazza del Bateau Lavoir. Conosce Elvira “la Quique” con la quale vive una delle sue passioni più intense. Dipinge alcuni dei suoi più importanti ritratti. Elvira tronca la relazione con Modì, che è costretto a breve a sgomberare in fretta e furia l’appartamento di Place Ravignan, alcuni ritratti di Elvira sono stati confiscati per compensare i mancati pagamenti. Incontra Beatrice Hastings, che chiama Beà, al caffè de la Rotonde e presto inizia una relazione con lei. È scrittrice, critica letteraria, femminista, socialista e anticonformista. Modì la ritrae molte volte. Settembre: Al caffè conosce Ossip Zadkine scultore russo di Smolensk. Abbandona definitivamente la scultura forse per la polvere di marmo che gli nuoce, forse perché faticosa o semplicemente perché deluso per non essere stato invitato alla Armory Show, mostra tenuta negli USA, nella quale erano rappresentati moltissimi artisti europei. Secondo Zadkine “lo scultore che era in Modigliani poco a poco stava morendo”. In un cortile vide abbandonate le teste e una statua intera. Se ne sono salvate 27 e l'ultima è stata battuta da Christie's per 52.8 milioni di dollari. Novembre: Parigi, con l'entrata della Francia nella Prima guerra mondiale, subisce la vicinanza del fronte. I viveri scarseggiano, si diffondono le mense dove mangiare a prezzo di costo. Beà e Modì frequentano la mensa di Marie Vassilieff. Il gallerista Guillaume Chéron, con galleria in Rue de Boétie, lo mette sotto contratto per dieci franchi al giorno più colori, pennelli e tele. |
| 1915 | Realizza l'autoritratto come artista di strada (da Picasso, Famiglia di Saltimbanchi) e il ritratto di Pablo Picasso sotto il quale scrive Savoir forse ironicamente. Modì rompe con Cheron e nel frattempo ha conosciuto Max Jacob che lo fa incontrare con Paul Guillaume che diventa il suo nuovo agente. Sul suo ritratto dipinto nello stesso 1915 scrive le parole “Novo pilota”. Intensifica l'abuso di alcool e droghe forse per mascherare i sintomi della TBC che lo avrebbero fatto isolare dai suoi conoscenti. Esegue molti ritratti di artisti tra cui quello di Jacob e di Indenbaum, Soutine, Lipchitz con la moglie e le amiche Lunia Czechowska e Hanka Zborowska moglie di Léopold Zborowski, detto Zbo, suo ultimo agente. |
| 1916 | Vive con Beà. I ritratti femminili assumono definitivamente il collo allungato sottolineato dalle scollature profonde. I ritratti maschili mostrano invece il collo coperto da colli di camicia, foulard, maglioni a collo alto. Forse anche questo un tentativo di mascherare i linfonodi ingranditi dalla TBC. Beà inizia una nuova relazione con Alfredo Pina, scultore italiano allievo di Rodin. Conosce Jeanne Hébuterne. |
| 1917 | Febbraio: Apollinaire torna dalla guerra ferito alla testa ed è premiato con Legion d'Honneur. La Vassilieff organizza una festa per lui nella quale ci sono Pina e Beà mentre Modì è invitato a non andare ma si presenta lo stesso. Affronta Pina che, secondo alcune versioni, avrebbe sparato. Esiste un disegno della Vassilieff che illustra la scena con Picasso, Matisse, Jacob e altri che assistono alla scena e Braque coronato d'alloro. La relazione con Beà si chiude burrascosamente. Maggio: Inizia la relazione con Jeanne nell'Hotel Dieu. Luglio: Jeanne va a vivere con Modì in qualche alberghetto squallido tra quelli che lui frequenta. Tiene la relazione segreta per un anno tornando a dormire a casa tutte le sere. Resta incinta nell'autunno dello stesso anno. Si trasferiscono nello studio di Rue de la Grande Chaumière14, sempre a Montparnasse. Dicembre: Espone nella Galleria di Berthe Weill, Rue Taitbout 50. I nudi esposti gli valgono l'intervento della forza pubblica che lo cita per oscenità. Torna a dipingere ritratti. Nei nudi copre o maschera le parti intime forse sperando di arrivare a un compromesso con la morale pubblica. |
| 1918 | Marzo: I tedeschi puntano su Parigi, i cannoni a lunga gittata che colpiscono da oltre distanza, il che rende la vita più precaria. Scoppia in Europa la pandemia influenzale detta spagnola. Francis Carco chiede di acquistare un nudo di Modì, ma Leopold glielo regala adducendo il fatto che ha capito lui “lo ama”. Continua a spingere le opere di Modigliani anche se i più gli ridono in faccia. Predice loro che verrà un tempo in cui si morderanno le mani. Jonas Netter e Roger Dutilleul, mercanti d'arte, si interessano ai suoi dipinti. Esegue il ritratto di Jonas Dutilleul. Simone Thiroux, amica di Beatrice, asserisce di avere avuto un figlio da Modì, Serge Gérald, ma lui si rifiuta di prendersene cura accampando il fatto che lei aveva avuto altri amanti e che in ogni caso non era in grado di badare al piccolo. Non è certo se Beà abbia o meno avuto un figlio da lui. Zadkine incontra Modì e lo descrive emaciato. Leopold Zborowski diviene agente di Modigliani contemporaneamente a Guillaume. Jeanne parte con sua madre, che si è resa conto della sua gravidanza, per il sud della Francia. Forse spera di partorire nell'anonimato e dare in affidamento il figlio illegittimo. Giugno: Con Zborowski, sua moglie Hanka, Soutine e Foujita, Modì parte per Nizza. Luglio: A Nizza lavora per Survage che lo mette sotto contratto al ritmo di tre dipinti al mese che tuttavia spesso non consegna. Settembre: Va a vivere con Jeanne in Rue Messena a Nizza. Ottobre: Si trasferisce nell'hotel Tash in Rue de France. Novembre: Si trasferisce con Jeanne e sua madre in Avenue de la California Il 29 novembre nasce Jeanne ed è registrata dopo tre giorni con il cognome della madre. André Hebuterne, fratello di Jeanne, scopre il parto e la minaccia di abbandono da parte della sua famiglia. Dicembre: Modì è felice e scrive a sua madre “La bambina sta bene e anch'io! Non mi stupisce che, essendo tu stata tanto madre, ti senta nonna anche al di fuori delle sanzioni legittime”. |
| 1919 | Rassegnata ad averlo perso e al mancato riconoscimento del figlio, Simone Thiroux scrive a Modì implorando meno indifferenza e meno odio ma non esiste risposta nota. Febbraio: in una della lettere inviate all’amico Zborowski, Modì ringrazia per i soldi ricevuti, chiede delle nuove tele, e si raccomanda di non dimenticare la faccenda di Place Ravignan. Aprile: Passa a pieno sotto le gestione di Zborowski. Ottiene, oltre al pagamento dell'affitto dello studio e del materiale, uno stipendio di 15 franchi giornalieri. Nel contratto si chiedeva inoltre che Zborowski si interessi anche della commercializzazione delle opere di Soutine. Zborowski gli mette a disposizione una sala del suo appartamento nella quale Modì dipingerà tutti i suoi nudi dal momento che il suo studio non era abbastanza accogliente. Maggio: Modì torna a Parigi. Giugno: Jeanne torna a Parigi, La bambina è affidata alle cure di Lunia Czechowska. Jeanne è di nuovo incinta. Modì pensa a una vita normale con la sua nuova famiglia. Scrive “Mi impegno a sposarla (Jeanne) appena arrivano i documenti (da Livorno)”. Dipinge molti ritratti. Agosto: Espone alla Mansard Gallery di Londra dei fratelli Sitwell. La critica è entusiasta. Sul Burlington Magazine scrivono “La non comune sensibilità di Modigliani per il carattere si esprime attraverso la estrema semplificazione del colore e dei contorni, e attraverso le distorsioni più stupefacenti”. Lo scrittore Arnold Bennett scrive: “Sono disposto a dire che le quattro figure di Modigliani sembrano presentare una somiglianza sospetta con dei capolavori!”. Modì si è ammalato e non può andare a Londra. Guillaume, che è proprietario della maggior parte delle tele esposte, sospende le vendite intuendo che l'eventuale morte del pittore porterebbe a una lievitazione del loro valore. Ultimi mesi: Si manifestano i sintomi della meningite tubercolare. Incontra Marie Vassileff che lo descrive così “Era così cambiato che non credevo ai miei occhi. Aveva perso i denti, i capelli erano incollati alla testa, lisci. Tutta la sua bellezza se n'era andata. “È finita, Marie!” mi disse". Continua tuttavia a lavorare e dipinge la famiglia di Zborowski compresa la domestica Paulette Jourdain che diventerà amante di Léopold e gli darà un figlio che sarà allevato da lui e sua moglie Hanka, sterile, e che poi sarà lei stessa gallerista ed erediterà la galleria di Zbo. Dipinge il ritratto di Thora Klinckowstorm incontrata nel caffè. Sul retro del ritratto scrive: "La vita è un dono dei pochi ai molti di quelli che sanno e hanno a quelli che non sanno e non hanno" Continua a dedicarsi alla grande serie dei nudi che dipinge in casa di Zborowski. Dipinge il suo autoritratto. |
| 1920 | Gennaio: Entra in coma per progressione della meningite tubercolare. Sta dipingendo il ritratto di Mario Varvogli, e su un disegno preparatorio per il quadro scrive: “Hic incipit vita nova”. Muore il 24 gennaio, alle 20: 45 nell'oggi scomparso Hopital de la Charité in Rue Saint-Pères, 37. Suo fratello Mené viene avvertito da Zborowski e, non potendo presenziare, dà mandato perché venga sepolto “come un principe”. Il 25 gennaio alle 3 del mattino Jeanne si suicida gettandosi dalla finestra della sua camera, al sesto piano della casa di Rue Amyot. La salma è sistemata nello studio di Rue de la Grande Chaumière 14. Il 26 gennaio Modigliani è sepolto nel cimitero di Père-Lachaise. Il 27 gennaio Jeanne è sepolta nel cimitero di Bagneux. |
| 1927 | Febbraio: La salma di Jeanne è traslata al Père-Lachaise accanto a Modigliani. |

## Opere

### Ritratti di Jeanne Hébuterne
- Jeanne Hébuterne con cappello
- Ritratto di Jeanne Hébuterne (1918)
- Ritratto di Jeanne Hébuterne (1919)
- Jeanne Hébuterne in maglione giallo
- Jeanne Hébuterne in abiti scuri
- Jeanne Hébuterne di profilo
- Ritratto di Jeanne Hébuterne
- Jeanne Hébuterne
- Occhi azzurri
- Ritratto frontale di Jeanne Hébuterne
- Jeanne Hébuterne davanti ad una porta

### Altri ritratti
- Ritratto di Baranowski
- Ritratto di Celso Lagar
- Ritratto di Blaise Cendrars
- Ritratto di Chaïm Soutine
- Ritratto di Chaïm Soutine vicino ad un tavolo
- Ritratto di Diego Rivera
- Ritratto di Burty Frank Haviland
- Jacques Lipchitz e sua moglie Bertha
- Ritratto di Léon Bakst
- Ritratto di Léopold Zborowski (1918)
- Ritratto di Léopold Zborowski (1916)
- Ritratto di Mario Varfogli
- Ritratto di Monsieur Lepoutre
- Ritratto di Paul Alexanders
- Ritratto di Paul Guillaume (1915)
- Ritratto di Paul Guillaume (1916)
- Ritratto di Raymond
- Ritratto di una cameriera
- Ritratto della Signora Micheli
- Busto rosso
- Autoritratto
- Almaiisa seduta
- Rosa Porporina (testa femminile) (1915)
- Béatrice Hastings (1915)
- Donna seduta con una camicetta blu
- Ragazzo seduto con cappello
- Uomo seduto su sfondo arancio
- Cariatide in piedi
- Amazzone
- Zingara con bambino
- Due ragazze
- Ritratto di Elena Pavlowski
- Ragazza con camicetta
- Alice
- Madame Pompadour
- L'Ebrea
- La bella Drogeristin
- Ragazza seduta
- Il contadinello
- L'enfant gras
- La bambina in azzurro
- Ragazza in abito giallo
- Ragazza con cappello
- Ritratto di Beatrice Hastings davanti ad una porta
- Ritratto di signora van Muyden
- Ritratto di Lunia Czechowska con ventaglio
- Ritratto di Lunia Czechowska con una camicia bianca
- Ritratto di Madame Reynouard
- Ritratto di Margherita
- Ritratto di Moise Kiesling
- Ritratto di Paulette Jourdain
- Antonia
- Elvira appoggiata al tavolo
- Elvira con camicia bianca
- Donna con nastro di velluto
- Fille rousse
- Il giovane apprendista
- Ritratto di Paul Guillaume
- Ragazza in camicetta a pois
- Ritratto di Pierre Reverdy
- Chakoska
- Renée
- Ritratto di Lunia Czechowska
- La sposa e lo sposo
- Il violoncellista
- Madame Dorival
- Madame Kisling
- Ritratto di Lunia Czechowska
- Donna dagli occhi azzurri
- La cameriera
- Ritratto di Jean Cocteau
- Ragazzo col gilet blu
- La piccola Marie
- Signora dal collaretto[21]

### Nudi
- Nudo sul divano (Almaiisa)
- Grande nudo disteso
- Nudo disteso (1917)
- Giovane donna
- Nudo disteso (1919)
- Ragazza con la maglia
- Nudo seduto (1916)
- Nudo seduto su un divano
- Nudo seduto (1917)
- Nudo in piedi (Elvira)
- Nudo seduto con le mani in grembo
- Nudo disteso con cuscino blu
- Nudo sdraiato

### Paesaggi
- Albero e casa
- Case e cipressi
- Paesaggio del Midi

## Omaggi

### Omaggi musicali
- Modì di Vinicio Capossela (1991);[22]

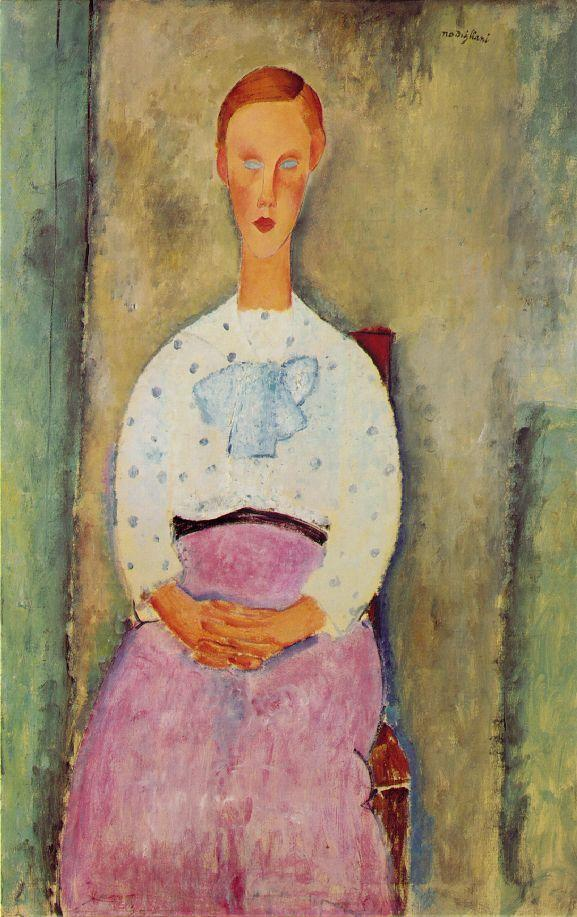
Ragazza in camicetta a pois (1919).

- Il Quintetto di Livorno di Andrea Pellegrini, gruppo jazz con Tino Tracanna (sax), Nino Pellegrini (contrabbasso), Riccardo Jenna / Cristian Calcagnile (batteria), ha realizzato una suite ispirata a Modigliani (Il Notaio di Nizza, Modigliani, Le Mani di Jeanne, Il Tratto di Modì, Al Lapin Agile ecc.) presentata per esempio al Festival Jazz di Montescudaio (prod. Provincia di Pisa, Comune di Montescudaio, Ass. Cult. Minerva) nel 2003 e a Fauglia presso il Museo Kienerk (prod. Comune di Fauglia, Fondazione Laviosa, Museo Giorgio Kienerk) nel 2011.
- I brani Il talento di Modigliani e Parigi de LaMalareputazione, contenuti nell'album Panico (2013).
- Dancing Barefoot  è una canzone di Patti Smith scritta insieme a Ivan Kral e pubblicata nell'album del 1979 Wave. Come si legge nelle note di copertina, il brano è stato dedicato a quelle donne che sono come l'amante di Amedeo Modigliani, Jeanne Hébuterne.
- Il cantautore italiano Caparezza basa la canzone "Teste di Modì" (nell'album Museica) sul caso del ritrovamento delle "teste" di Modigliani.
- Cd Modigliani - Il tratto, l'Africa e perdersi (Erasmo Edizioni - Il Poderino) di Andrea Pellegrini con Quintetto di Livorno, Tino Tracanna. Allegato al libro di  Andrea Pellegrini, Mirabolanti avventure di un jazzista, Livorno, Erasmo, 2014, ISBN 978-88-98598-13-7.
- Dargen D'Amico (cantautore - rapper) nel suo album "D'io", del 2015, ha intitolato la dodicesima traccia "Modigliani". Chiave di lettura dell'intero brano di natura introspettiva del D'Amico, è proprio il titolo. Il pezzo può essere compreso solo grazie alla conoscenza del pittore e della sua vita, fatta, si dice, di eccessi e di sregolatezze e al ritrovamento, con successivo clamore mediatico, dei tre falsi scultorei. Il video della canzone inizia con l'artista che si siede su una poltrona e vede se stesso, o meglio la sua ombra, recitare uno spettacolo di cui lui stesso è spettatore. La canzone è un inno alla felicità raggiunta, all'introspezione di se stessi nel momento stesso in cui ci si rende conto che ciò che di bello si sta vivendo sta per finire e che è frutto di una messa in scena, proprio come la notorietà e l'importanza degli autori delle tre sculture.
- I ModìTango (Giovanna Pieri Buti, violino - Emiliano Degl'Innocenti, contrabbasso - Alessandro Ottaviani, fisarmonica) sono una formazione musicale con base a Livorno che omaggia Modigliani rifacendosi a un onirico incontro a Montparnasse fra il pittore livornese e Carlos Gardel davanti all'entrata di una milonga.
- Il rapper Lazza cita nel testo di Morto mai, dall'album Re Mida, Modigliani nei versti: "Tu allunghi il collo e guardi, Modigliani"
- La cantautrice illustratrice, Ottavia Brown, nell’album Signora Nessuno, uscito nel 2020, dedica la traccia Maledetto alla pittura di Amedeo Modigliani definito “l’ultimo eroe romantico”.
- Il cantautore Francesco Gabbani inserisce nel suo album Dalla Tua Parte del 2025 la traccia “Modigliani”.

### Omaggi cinematografici
- Montparnasse di Jacques Becker (1958)
- Modì di Franco Brogi Taviani (1990)
- I colori dell'anima di Mick Davis (2004)
- Due giorni d'estate di Luca Dal Canto (2014)[23][24]
- Modì - Tre giorni sulle ali della follia di Johnny Depp (2024)

### Omaggi teatrali
- Modigliani, regia di Angelo Longoni (2016)

### Omaggi letterari
- Blaise Cendrars, Bourlinger, 1948, Denoël (in alcune pagine Cendrars narra l'incontro e la sbronza con l'amico Modigliani)
- A. J. Cronin, La bellezza non svanirà, 1956, Bompiani (il pittore livornese, unico personaggio storico della vicenda, gioca un ruolo secondario)
- Jô Soares, L'uomo che uccise Getulio Vargas, 1999, Einaudi (il protagonista incontra Modì e Pablo Picasso)
- Corrado Augias, Modigliani. L'ultimo romantico, 1999, Mondadori
- Jeanne Modigliani, a cura di Christian Parisot, Modigliani, mio padre, 2005, Abscondita, ISBN 88-8416-210-6
- Diego Luschi, Vi sento. L'arte di Amedeo Modigliani, 2020, Viola Editrice, ISBN 9788831250191
- Ilaria Ferramosca e Mauro Gulma, Amedeo Modigliani. Modì il genio maudit, 2020, Liscianilibri, ISBN 978-88-9281-011-2

### Omaggi fotografici
- I luoghi di Modigliani tra Livorno e Parigi[24][25][26] (2014-2022) di Luca Dal Canto
- Razzauti incontra Modigliani (Modiglianìzzati) (2014) di Fabrizio Razzauti

### Istituto Amedeo Modigliani
A partire dal 2017 Spoleto ospita un nuovo spazio sede internazionale dell'Istituto Amedeo Modigliani. Questa sede sarà fino al 2020 il centro operativo del Comitato organizzatore delle celebrazioni del Centenario della morte dell'artista Modigliani. Lo spazio è situato nel centro storico di Spoleto occupando 300 metri quadrati nella suggestiva cornice di Palazzo Montani.
Il centro è adibito per ospitare mostre ma è anche dotato di un laboratorio per mettere a punto forme di intreccio tra tecnologia e arte. Tra le mostre spicca un percorso permanente di riproduzioni di capolavori di Modigliani realizzati con la tecnologia Modlight. Questo è un sistema di altissima definizione basato su impianti a led e su fotografie scattate sulle opere originali. Lo scopo dell’Istituto, in vista dell'anniversario del 2020, è di mettere in atto e realizzare la “Mostra impossibile Modigliani”. Si cerca di presentare, per la prima volta, l'intera produzione del maestro in un unico luogo.

### Ceramiche Richard Ginori
Nel 2010, a seguito di una collaborazione tra "Ginori 1735" e il Modigliani Institut Archives Légales Paris-Rome, è stata realizzata una collezione di ceramiche decorate con i tratti ed le figure di alcune delle opere dell'artista.

### Mostra nella sua Livorno nel centenario della morte

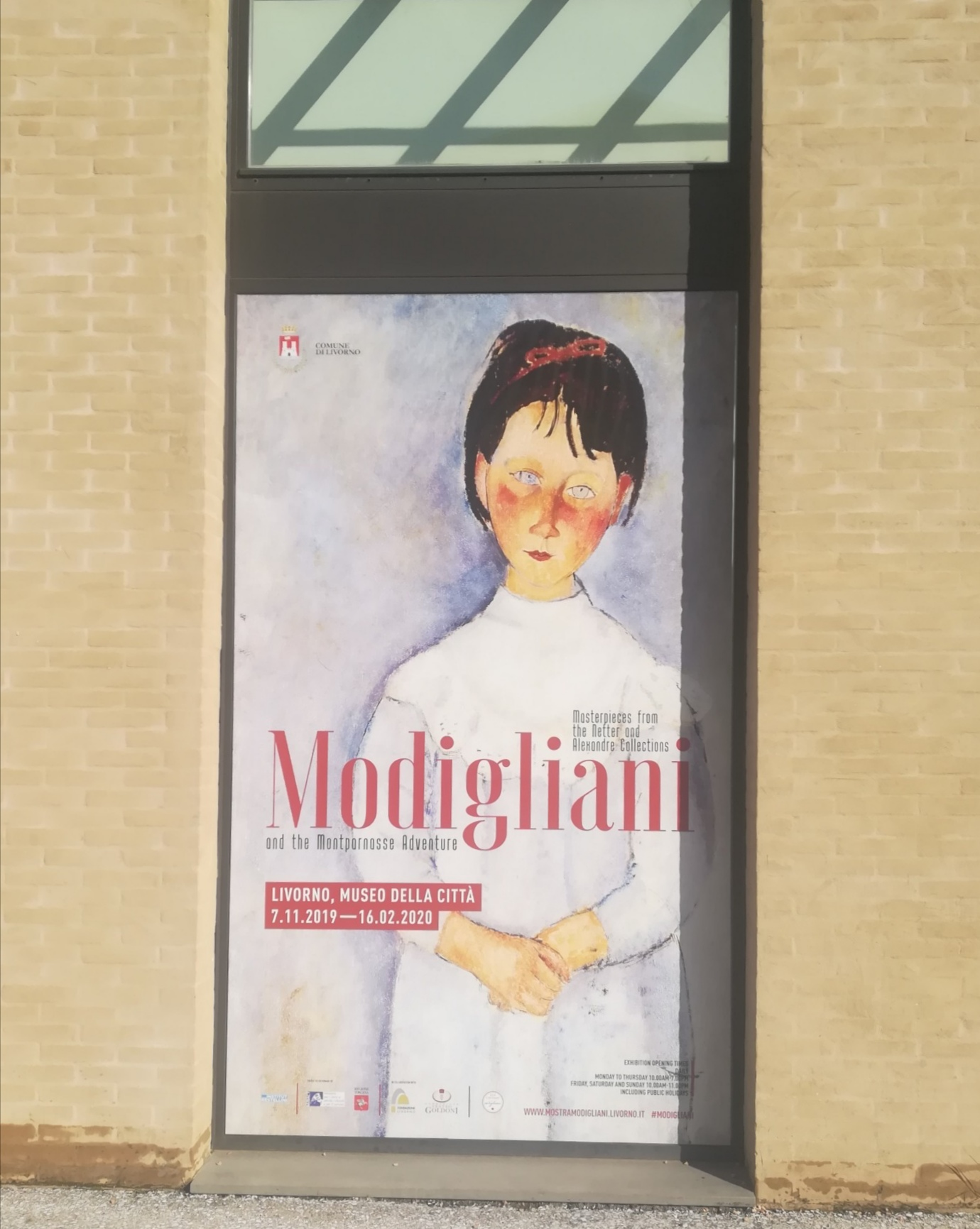
Modigliani e l'avventura di Montparnarnasse

In occasione del centenario della morte del suo illustre concittadino Livorno nel suo Museo Civico, ex bottini d'olio, ha organizzato una mostra che lo ricorda con la presenza di sue opere di altri artisti delle collezioni Netter e Alexandre. 

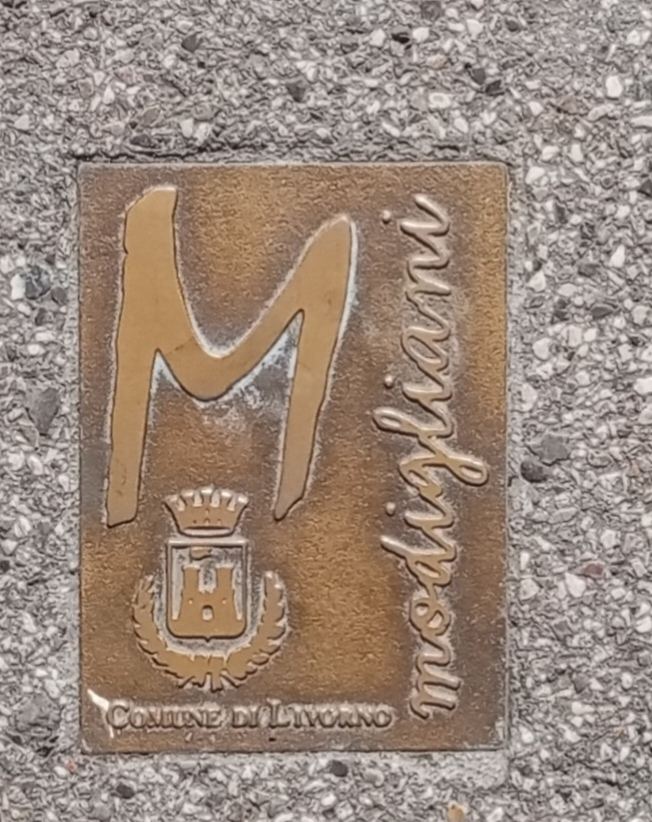
2020 pietre d'inciampo a Livorno per il centenario della morte di Amedeo Modigliani

## Modigliani e il cinema
- Nel 1919 Modigliani avrebbe partecipato come comparsa alle riprese del film Per la patria (J'Accuse!) di Abel Gance.[6]
- Il film I colori dell'anima (2004) narra la storia di Modigliani, della sua rivalità con il famoso Pablo Picasso e dell'amore per Jeanne. Il pittore è interpretato da Andy García.
- Un quadro di Modigliani, il Ritratto di Lunia Czechowska con ventaglio, è apparso in una scena del film Skyfall (2012).
- Due giorni d'estate (2014) è un cortometraggio di genere commedia, diretto da Luca Dal Canto, ispirato alla figura di Modigliani. All'interno appare un dipinto giovanile dell'artista livornese: Stradina di campagna (1898), attualmente esposto al Museo civico Giovanni Fattori di Livorno. Il film, presentato al 67º Festival di Cannes (Short Film Corner), è stato distribuito in tre lingue in tutto il mondo e ha ottenuto 33 selezioni ufficiali e 5 premi in Festival internazionali di cinema[31][32].